# Bächlingen
Bächlingen ist ein Stadtteil der hohenlohischen Kleinstadt Langenburg im Landkreis Schwäbisch Hall im nordöstlichen Baden-Württemberg. Im Stadtteil gibt es ein Dorf gleichen Namens.

## Geographie

### Geographische Lage
Die Stadtteilgemarkung von Bächlingen umfasst einen über vier Kilometer langen Abschnitt des weiten und stark eingetieften mittleren Tals der Jagst sowie den linksseits begleitenden Höhenrücken teils bis über die Wasserscheide zum Kochertal im Südwesten hinweg. Das namengebende Dorf liegt darin auf Höhen um 294 m ü. NHN am rechten Ufer der Jagst, während auf der seitlichen Hochebene bis über 480 m ü. NHN erreicht werden. Die Hochebene steht fast völlig unterm Pflug, an den oberen Taleinhängen steht meist Wald, darunter finden sich auf einer mittleren Hangverebnung überwiegend Äcker und auf dem Talgrund Wiesen.

### Gemeindegliederung
Zur ehemaligen Gemeinde Bächlingen gehörten die Dörfer Bächlingen und Nesselbach, der Weiler Hürden mit dem Wohnplätzen Groß- und Kleinhürden, dazu das Haus Herrenmühle sowie die abgegangenen Ortschaften Aloswiler (auch Adlatzweiler und Adelotsweiler), Katzenstein (Burg) und Maisenbrunnen.

## Geschichte

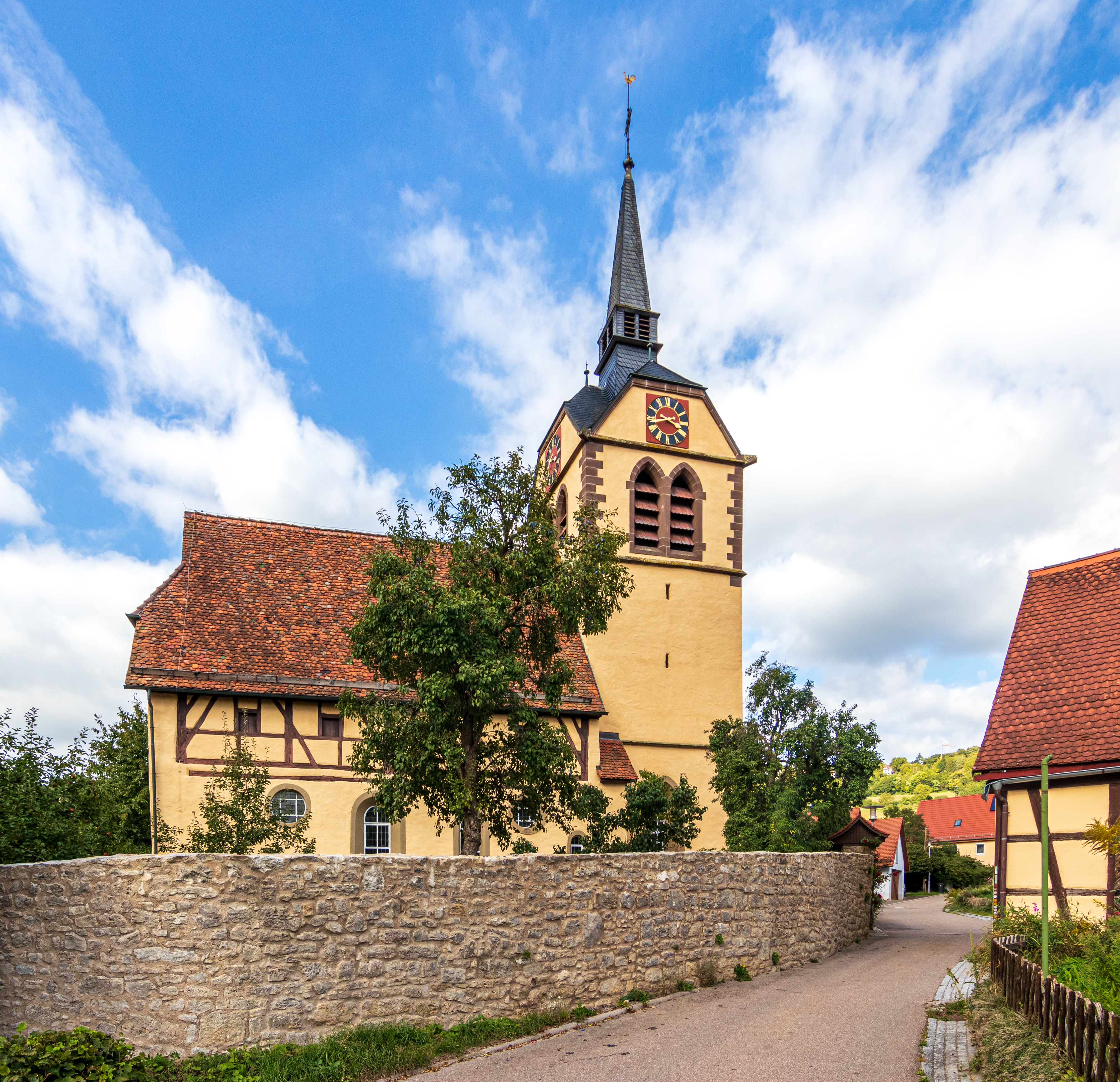
Kirche von Bächlingen

Bächlingen ist eine sehr alte Siedlung. Vermutet wird, dass der Ort bereits zur Merowingerzeit besiedelt wurde. Erstmals urkundlich fassbar wird der Ort in einer Urkunde, die zwischen 719 und 759 datiert wird. Danach wird der Ort in den Zwiefalter Chroniken 1140 urkundlich erwähnt. Danach gehörte Bächlingen 1077 dem Grafen von Achalm. Zur Zeit der fränkischen Missionierung zählte Bächlingen zu den Urpfarreien des Hohenloher Landes. Die einstige Chorturmkirche aus dem 14. Jahrhundert wurde im Laufe der Zeit mehrfach umgebaut. Sie erhielt ein spätgotisches Schiff. Im Zuge der Reformation wurden der Hochaltar und die beiden Seitenaltäre abgebrochen und auf einem Acker in der Nähe des Dorfes verbrannt. Die Fresken im Kircheninneren wurden mit einer Kalkschicht überdeckt. In dieser Zeit war Bächlingen Teil der Pfarrei in Langenburg, wurde aber im Jahre 1576 wieder eigenständig.
1580 wurde für Notzeiten ein Kornboden auf das Kirchenschiff aufgesetzt. Die Kirchhofsmauer wurde neu befestigt, das Tor neu gebaut und mit einem Dach versehen. Während des Dreißigjährigen Krieges litt der Ort große Not. Einquartierungen und Truppendurchmärsche waren an der Tagesordnung. Dazu kam die Pest, der 240 Menschen in der Gemeinde zum Opfer fielen.
1806 wurde die Gemeinde Bächlingen dem Oberamt Gerabronn zugeschlagen. Seit der Kreisreform von 1938 war sie Teil des Landkreises Crailsheim, der im Zuge der Kreisreform 1973 im Landkreis Schwäbisch Hall aufging.
Am 1. Februar 1972 wurde Bächlingen nach Langenburg eingemeindet.
Söllbot wurde bis 1828 von Obersteinach nach Bächlingen umgemeindet. Seit dem 1. Januar 1973 ist Söllbot wieder ein Teil von Obersteinach, einem Ilshofener Stadtteil.

### Einwohnerentwicklung
Einwohnerzahlen nach dem jeweiligen Gebietsstand.
| Jahr | Einwohner |
| ---- | --------- |
| 1925 | 570       |
| 1933 | 557       |
| 1939 | 486       |
| 1961 | 424       |
| 1970 | 377       |

## Wappen
Bis zu ihrer Auflösung führte die Gemeinde Bächlingen ein eigenes Wappen. Dessen Blasonierung lautet: „In Gold zwei schwarze Balken“.

## Kultur und Sehenswürdigkeiten

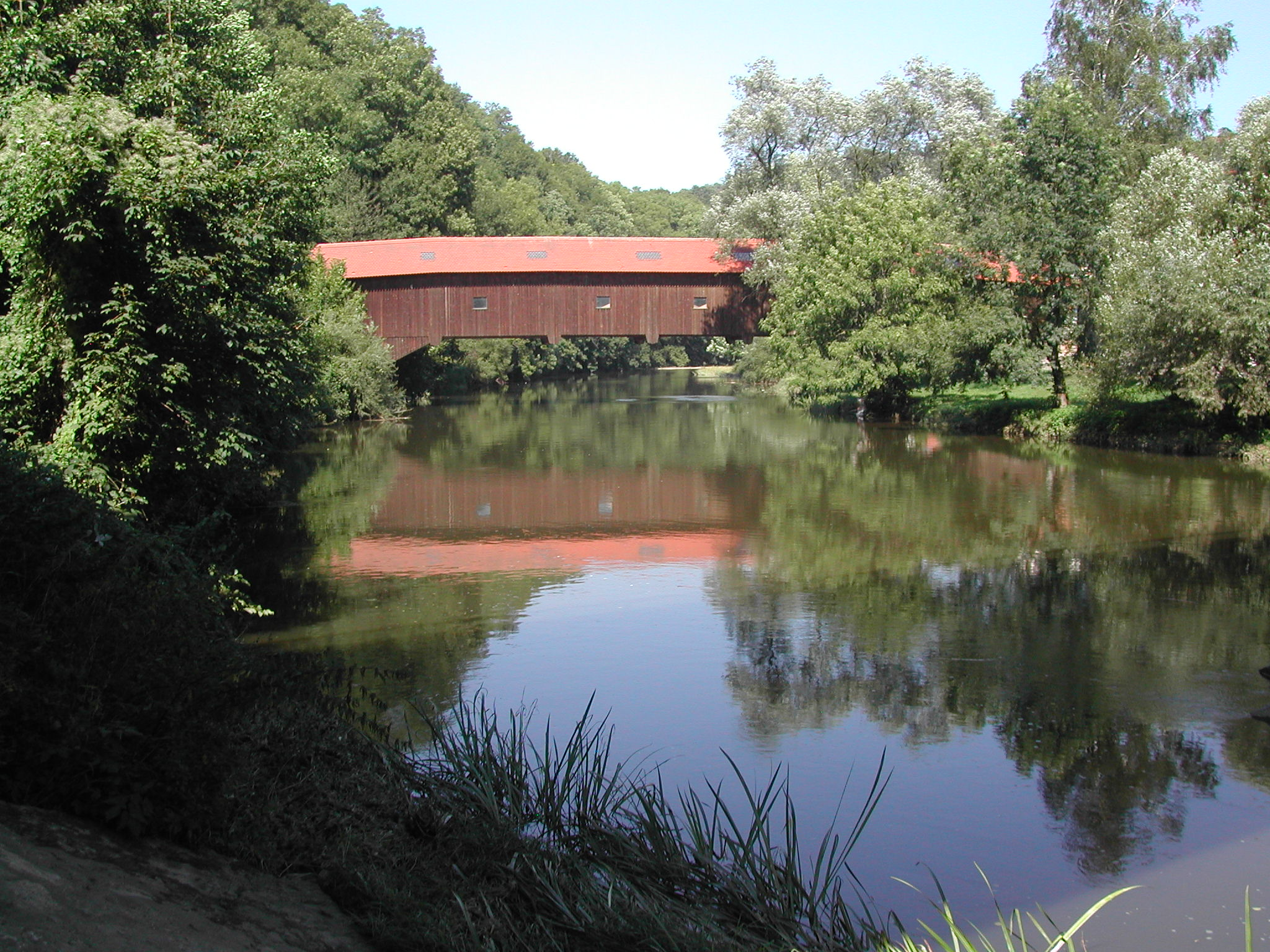
Archenbrücke

Die im Jahr 1785 erbaute Archenbrücke über die Jagst geriet im Zweiten Weltkrieg durch Beschuss in Brand und wurde dabei vollständig zerstört. Sie wurde von 1989 bis 1991 für den geplanten Radwanderweg von Rothenburg ob der Tauber nach Heilbronn nach historischem Vorbild wieder errichtet. Sie ist nach Angaben des Unternehmens der Rekonstruktion die längste freitragende Holzbrücke der Bundesrepublik in dieser Bauweise.
Die Johanneskirche wurde 1285 erstmals genannt und dürfte die älteste Kirche des gesamten Gebiets sein. Das von einem ummauerten Kirchhof umgebene Gotteshaus war ursprünglich der Jungfrau Maria, dem Evangelisten Johannes und Johannes dem Täufer gewidmet. Sehenswert sind die 1360 entstandenen Wandmalereien im Chorraum, die tonnengewölbte Sakristei mit einem Karner darunter. Das Grabdenkmal für Ritter Rezzo von Bächlingen aus dem 14. Jahrhundert befindet sich an der Südseite des Kirchenschiffs.

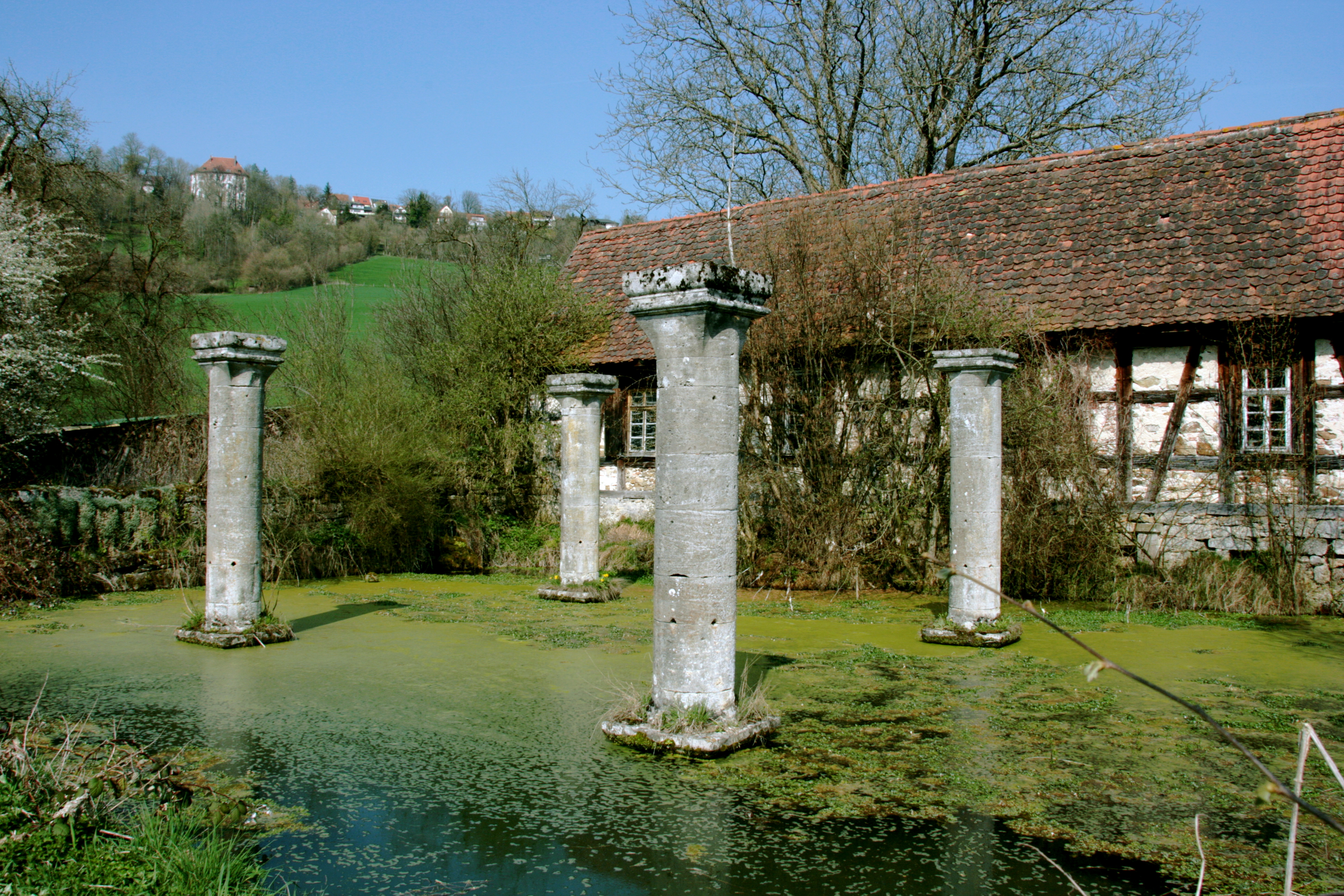
Säulen des Fischhauses

Die ehemaligen fürstlich-hohenlohischen Fischteiche, deren Ursprünge auf das 16. Jahrhundert zurückgehen, liegen im Norden des Dorfes. Drei Teiche sind erhalten, zwei mit Lehm ausgeschlagene Fischweiher und ein gemauertes Wasserbecken. Zur Anlage gehören ein eingeschossiges schmales Sichtfachwerkgebäude, ein eingeschossiges verputztes Fachwerkwohngebäude und ein freistehendes gemauertes Backhaus. In einem 17 m × 18 m großen, gemauerten Wasserbecken stehen vier Steinsäulen mit Kapitellen. Nach derzeitigem Forschungsstand wird davon ausgegangen, dass die Säulen aus dem 16. Jahrhundert stammen und ein Fischhaus stützten, das 1866 abgebrochen wurde. Das eingeschossige Gebäude mit dreigeschossigem Fruchtboden soll ehemals die gesamte Wasserfläche überdeckt haben sowie im Erdgeschoss über einen dreiseitig umlaufenden halboffenen Gang und eine Reihe von Fischkästen an der vierten Gebäudeseite verfügt haben.

## Literatur

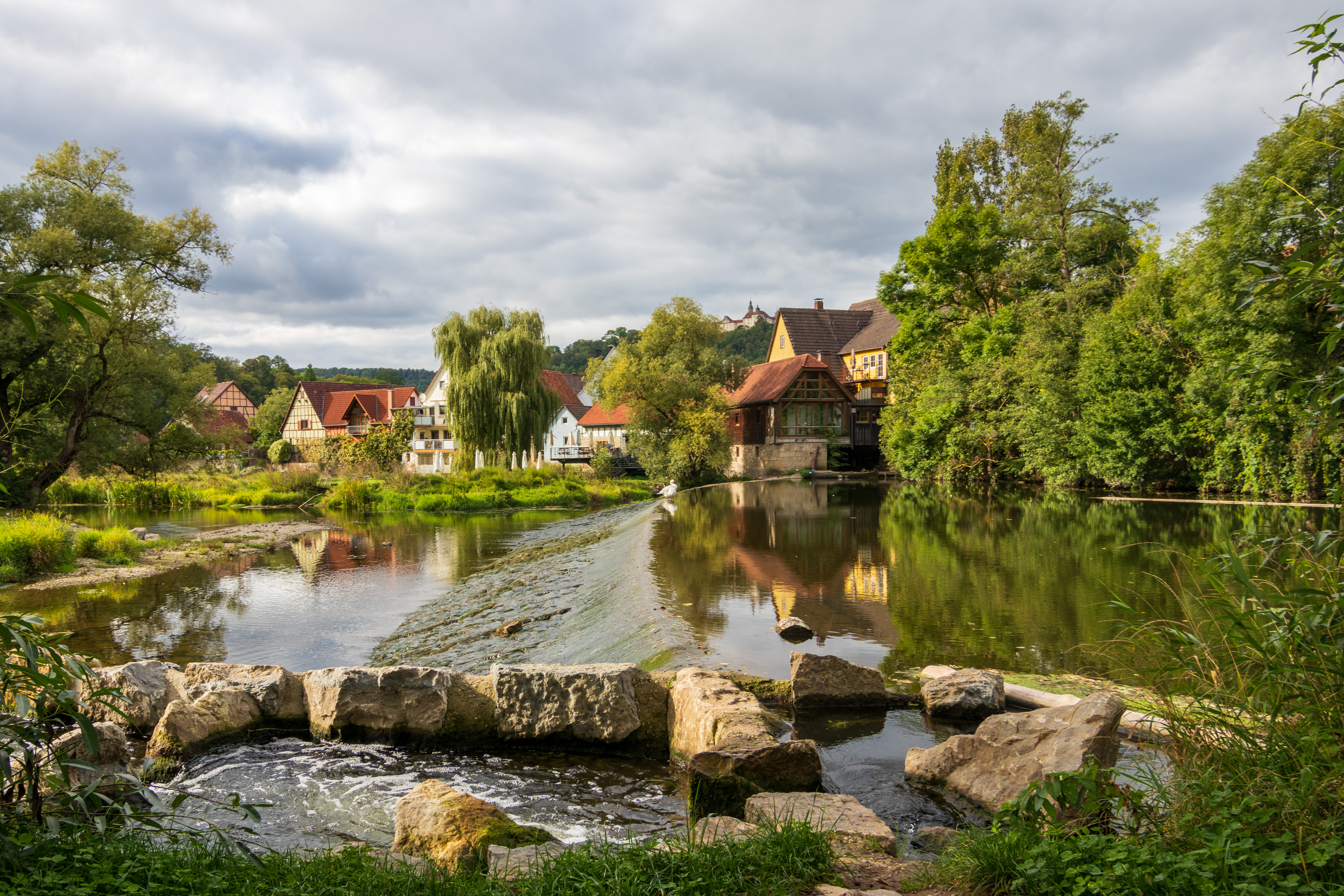
Blick nach Bächlingen über das Jagstwehr der denkmalgeschützten Mosesmühle (2019)